# Passeur d'enfants
 Passeur d'enfants est une série télévisée française créée par Franck Appréderis. Diffusée originellement entre 1995 et 2000, elle est rediffusée sur NRJ 12, GULLI, TF6, Serieclub et sur France Ô depuis le jeudi 8 janvier 2014.  

## Synopsis
Alex est pilote d'avion, il a une spécialité un peu particulière. Après avoir consacré de nombreuses années à faire passer des dissidents au-delà du rideau de fer, il emploie maintenant ses talents d'acrobate du ciel au sein de l’association « Enfance Secours » et aide des parents à reprendre leur enfant « enlevé » par leur conjoint.
Il a perdu sa femme et sa fille lors d'un accident d'avion.

## Distribution
- Pierre Arditi : Alex
- Cathy Bodet : La présidente (4 épisodes)
- Hervé Arthur Ratto : Max/Marc (3 épisodes)
- Évelyne Bouix : Laura (2 épisodes)
- Marie Rousseau : Mathilde (2 épisodes)
- Carlos Cruz : Vega (2 épisodes)

## Épisodes (1994-2000)

### Épisode 1:L'Enfant de Cuba(1994)
- Distribution : Evelyne Bouix, Hervé Arthur Ratto, Carlos Cruz, Marie Rousseau, etc.
- Résumé : L'association Enfance Secours appelle Alex, un pilote humaniste dans l'âme, pour qu'il organise le «contre-enlèvement» de Marc, un petit garçon de 6 ans retenu par son père cubain au mépris de la loi française. Alex apparaît pour la mère de Marc comme le dernier recours. Il part pour la Havane et tente de récupérer l'enfant :

### Épisode 2:L'Enfant de Soweto(1995)
- Distribution : Isabel Otero, Paul Ditchfield, Sammy Sachet, John Indi, etc.
- Résumé : Neal, un enfant métis né des amours entre une Française et un Noir sud-africain, présente des troubles du comportement. Sur les conseils de son médecin, la jeune femme décide d'envoyer son fils en Afrique du Sud, chez son père qu'il ne connaît pas. Mais, à la fin des vacances, l'enfant ne revient pas...

### Épisode 3:L'Enfant de la Terre Promise(1996)
- Distribution : Yaël Abecassis, Pierre-Loup Rajot, Yaël Hadar, Ruben Tapiero, etc.
- Résumé : Sammy et Yaël, jeune israélienne, vivent en France avec leur fils David. Mais Yaël retourne vivre en Israël où elle travaille pour l'armée. Très vite, son enfant lui manque. Sammy refuse de l'envoyer à Tel-Aviv, pensant ainsi que son épouse reviendra. Mais les parents de l'épouse enlèvent David...

### Épisode 4:À la Nouvelle-Orléans(1998)
- Distribution : Elizabeth Bourgine, Yves Beneyton, Dahlia Cherif, Marie Rousseau, etc.
- Résumé : Alex, le passeur d'enfants, est approché par France, une jeune Américaine de Louisiane, de lointaine ascendance française : sa fille Melany, qu'elle avait soustraite à son mari, Marc, un restaurateur français de la Nouvelle-Orléans, vient d'être enlevée et ramenée de force aux États-Unis ! Or France est convaincue d'une relation incestueuse entre Marc et sa fille Melany : il y a urgence à les séparer. Arrivé à la Nouvelle-Orléans avec France, Alex réussit dans un premier temps le contre-enlèvement de Melany, avant de devoir, cerné par la police, l'abandonner aux mains de son père Marc

### Épisode 5:Au Maroc(1999)
- Distribution : Sophie Duez, Rachid El Ouali, Fatima Khair, Ahmed Boulane, etc.
- Résumé : Medhi, 13 ans, fête son anniversaire. Depuis plusieurs mois, il vit au Maroc avec sa sœur, Nadia. Les deux enfants ont été enlevés par leur père, alors que le juge français avait décidé que la mère, Marion, en aurait la garde...

### Épisode 6:À Lisbonne(1999)
- Distribution : Sylvie Flepp, François Berléand, Ana Ludmilla, Ynaee Benaben, etc.
- Résumé : Il y a 10 ans, Martine et Jean ont adopté à sa naissance une petite brésilienne, Anouk. Un jour, le couple fait appel à Alex car l'enfant a disparu. La fillette aurait été enlevée par sa mère biologique. Alex pense que cette dernière s'est réfugiée au Portugal.

|  | Pierre Arditi     | Alex | Alex                                    |
|  | Sylvie Flepp      | ...  | Martine                                 |
|  | François Berléand | ...  | Jean                                    |
|  | Anna Ludmilla     | ...  | Illoa                                   |
|  | Ynaee Benaben     | ...  | Anouk                                   |
|  | Carlos Sebastião  | ...  | Vieira                                  |
|  | Cathy Bodet       | ...  | La présidente                           |
|  | Manuela Santos    | ...  | Gabriela                                |
|  | Lucinda Loureiro  | ...  | Ana                                     |
|  | Jorge Falé        | ...  | Patron brasserie (as Jorge Manuel Falé) |
|  | Joaquim Nicolau   | ...  | Flic Rios (as Joaquim M.Ncolau)         |
|  | Bruno Coppolani   |      | Enfant 1                                |
|  | Pedro Costa       |      | Enfant 2                                |

### Épisode 7:À Istanbul(2000)
- Distribution : Anne Jacquemin, Bensu Orhunoz, Ayla Algan, Ayhan Kavas, etc.
- Résumé :  La lutte d'une mère pour récupérer son jeune fils resté chez son père en Turquie à la fin des vacances.

### Épisode 8:En Thaïlande(2000)
- Distribution : Arnaud Apprederis, Diana Yusoff, Nuchnapang Chittangkura, Veeratum Wechairuksakul, etc.
- Résumé : Alex est en Thaïlande en compagnie de Charles, qui est sans nouvelle depuis six mois de sa femme Sue et de leur fille Malee. Charles avait rencontré Sue, quelques années auparavant, dans un quartier chaud de la capitale, Bangkok, où elle y exerçait le plus vieux métier du monde. Charles l'avait épousée et ramenée en Europe. À présent, il n'a qu'une peur : que Sue soit retournée là où il l'avait trouvée. Alex visite toutes les boîtes à filles de Bangkok

### Épisode 9:À Pondichéry(2000)
- Distribution : Élisabeth Vitali, Rahul Vohra, Saroja Devanandan, Christian Brendel, etc
- Résumé : Rahul, indien d'origine française, vit avec sa femme Lucie et leur fils Sébastien, dans la maison familiale de Pondichéry. Imprégné de la culture française vis-à-vis de ses compatriotes, Rahul a décidé de confier son fils, handicapé mental léger, à un institut spécialisé parisien et ce, en accord avec son propre père. Mais Lucie pense que c'est en Inde que leur enfant aura le plus de chance de trouver son équilibre.